# Гусев, Николай Григорьевич
Николай Григорьевич Гусев (20 ноября 1924 года, Подберезники Московская область — 5 февраля 2008 года, Москва) — преподаватель, отличник народного образования, Заслуженный работник культуры Российской Федерации, Ветеран труда, Участник Великой Отечественной войны, майор бронетанковых войск СССР (в отставке).

## Биография
Николай Григорьевич Гусев родился 20 ноября 1924 года в деревне Подберезники (Луховицкий район, Московская область) . Со временем семья переехала в Москву. Осенью 1941-го, когда враг подходил к столице, принимал участие в строительстве оборонительных укреплений в районе г. Волоколамска. Участник Великой Отечественной войны, в период с 11 ноября 1942 года по 12 декабря 1943 г. участвовал в Битве на Курской дуге, в обороне Сталинграда, в знаменитом танковом сражении у деревни Прохоровка.
В августе 1942 года в возрасте 17 лет вступил в ряды РККА и ушёл добровольцем на фронт. Был направлен во Владимирское пехотное училище, которое занималось подготовкой офицерских кадров для сухопутных войск. После его окончания всё училище было переброшено под Сталинград, где вошло в состав учебного батальона 1-й Гвардейской армии. 19 ноября 1942 года в боях под Сталинградом Николай Григорьевич получил первое боевое крещение, под городом Бакалея при контрнаступлении был ранен осколком гранаты. После госпиталя был направлен в 86 танковую бригаду 12-го танкового корпуса 40-й армии Воронежского фронта. 5 июля, когда началась Курская битва, бригада была брошена под город Обоянь для защиты шоссе Белгород — Курск. За каждый день ожесточённых боёв советская армия несла колоссальные потери и теряла по одной танковой бригаде (65 танков). Только за одни сутки 86-й танковой бригаде удалось уничтожить более 150 немецких танков, потеряв при этом свои 63. После недели боёв танкисты отстояли шоссе и не пустили врага дальше на Урал. За этот подвиг Николай Григорьевич был награждён медалью «За боевые заслуги».
После ранения был переведён во взвод разведки 251 стрелковой дивизии под Смоленск. Много раз ходил за линию фронта за «языком». С мая 1944 года — командир танкового взвода батальона обеспечения. В 1945 г. получил офицерские погоны, окончив 1 Горьковское танковое училище. В 1955 г. в звании майора бронетанковых войск был демобилизован из рядов Вооруженных сил по сокращению штатов.
В 1967 году окончил Московский государственный заочный педагогический институт (ныне Московский государственный гуманитарный университет имени М. А. Шолохова) физико-математический факультет по специальности «Учитель физики средней школы». С сентября 1963 г. преподавал в Театральном художественно-техническом училище (ТХТУ) спецдисциплины кафедры ЭСТО такие как «Теория электрических и магнитных цепей», «Электротехнические материалы», «Теоретические основы электротехники», «Электрооборудование театров и концертных залов», «Эксплуатация электротехнического оборудования сцены», «Материаловедение». С 1979 г. занимал должность заместителя директора по производственной работе. Как преподаватель давал учащимся глубокие знания по своим предметам, много занимался наполнением методических материалов для своих занятий, курировал молодых преподавателей театральной светотехники. Как заместитель директора руководил всеми видами практики, курсовым и дипломным проектированием, работой кабинетов и мастерских. В 2004 году Николай Григорьевич вышел на пенсию, его общий педагогический стаж составил 41 год. И все эти годы он отдал ТХТУ. Николай Григорьевич является автором многих учебников по электротехнике.
Ушёл из жизни 5 февраля 2008 года, похоронен на Перепечинском кладбище (участок № 30).

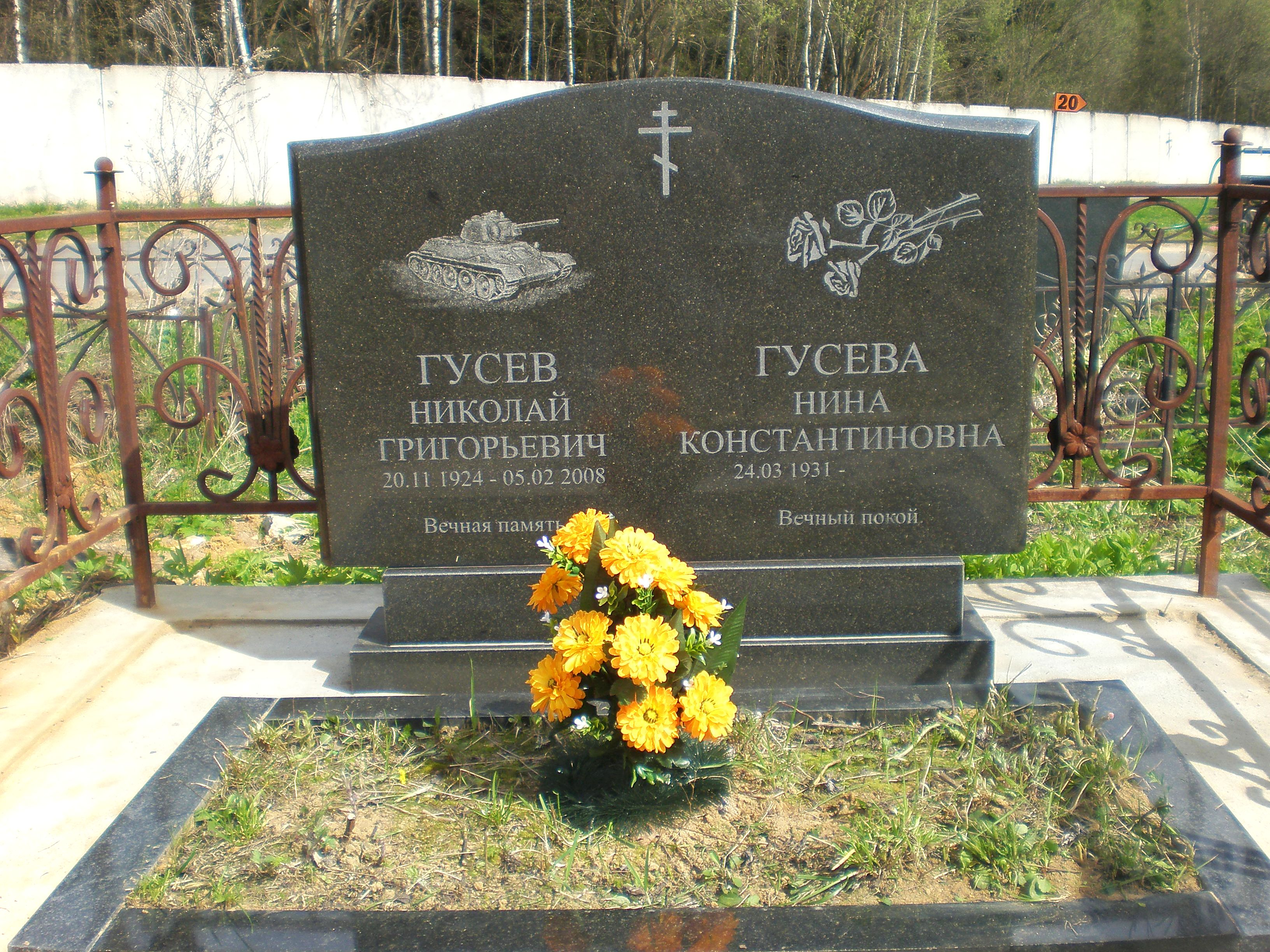
Могила Николая Григорьевича на Перепечинском кладбище Москвы.

#### Боевые награды
- Орден Отечественной войны I степени
- Орден Отечественной войны II степени
- Медаль «За отвагу» (СССР)[6]
- Две Медали «За боевые заслуги»[7]
- Медаль «За победу над Германией в Великой Отечественной войне 1941—1945 гг.»
- Медаль «За оборону Москвы»
- Медаль «За оборону Сталинграда»

#### Юбилейные награды
- Медаль «20 лет Победы в Великой Отечественной войне 1941—1945 гг.»
- Медаль «30 лет Победы в Великой Отечественной войне 1941—1945 гг.»
- Медаль «40 лет Победы в Великой Отечественной войне 1941—1945 гг.»
- Медаль «50 лет Победы в Великой Отечественной войне 1941—1945 гг.»
- Медаль «60 лет Победы в Великой Отечественной войне 1941—1945 гг.»
- Медаль «30 лет Советской Армии и Флота»
- Медаль «40 лет Вооружённых Сил СССР»
- Медаль «50 лет Вооружённых Сил СССР»
- Медаль «60 лет Вооружённых Сил СССР»
- Медаль «70 лет Вооружённых Сил СССР»
- Медаль «В память 850-летия Москвы»
- Медаль «За безупречную службу» 3 степени
- Медаль «Ветеран труда»
- Медаль Жукова

#### Звания
- Майор бронетанковых войск СССР (1955 г.)
- Отличник народного образования
- Заслуженный работник культуры Российской Федерации
- Ветеран труда (звание)

1. ↑  86-я танковая бригада. tankfront.ru. Дата обращения: 4 декабря 2015. Архивировано 29 июля 2014 года.
2. ↑  Преподаватели ТХТУ - Ветераны ВОВ. ТХТУ,  МТХТУ, ТХТК, ТХК №60 (3 мая 2012). Дата обращения: 28 ноября 2015.
3. ↑  Наши ветераны. www.txt60.ru. Дата обращения: 11 мая 2022. Архивировано 9 мая 2021 года.
4. ↑  Гусев,%20Николай%20Григорьевич - Электронный каталог. catalog.unatlib.org.ru. Дата обращения: 28 ноября 2015. Архивировано 5 марта 2016 года.
5. ↑  МБУ "Библиотечно-информационная система". ek.mubis.ru. Дата обращения: 28 ноября 2015. Архивировано 4 марта 2016 года.
6. ↑  Подвиг народа. podvignaroda.mil.ru. Дата обращения: 28 ноября 2015. Архивировано из оригинала 13 марта 2012 года.
7. ↑  Подвиг народа. podvignaroda.mil.ru. Дата обращения: 28 ноября 2015. Архивировано из оригинала 13 марта 2012 года.